# Grandville, Michigan
Grandville är en stad (city) i Kent County i Michigan. Vid 2020 års folkräkning hade Grandville 16 083 invånare.